# Zaum
Zaum' (in russo Заумь?), in italiano lingua trasmentale, è una parola usata per descrivere gli esperimenti linguistici di fonosimbolismo e di creazione del linguaggio condotti da un gruppo di poeti futuristi russi come Velimir Chlebnikov e Aleksej Eliseevič Kručënych e Iliazd, quest'ultimo di origine georgiana.
Coniata da Kručënykh nel 1913, la parola zaum' è formata dal prefisso za (in russo за, "oltre") e dal sostantivo um' (умь, "la mente", "il nous"), per cui è stata tradotta con "transmentale" (Sabbatini, 2008: 47).